# Вашар
Вашар (мађ. vásár – „сајам“) или сајам, облик је народног окупљања. Старији назив је панађур. Основна сврха вашара била је да сељаци купе неопходне ствари у време док нису постојале продавнице у данашњем смислу. Обично се дешава у доба неког црквеног празника (Црвено слово) када није дозвољено радити и најчешће се дешава на неком равном терену – често у порти оближње цркве или манастира, чиме се целом догађању даје одређена доза озбиљности и друштвене прихваћености. Вашар је толико важан догађај да су сви већи вашари у Србији евидентирани чак и у црквеном календару. Учесници заједнице – села – варошице где се дешава вашар се тог дана свечано облаче. И расположење jе свечано.
Иако вашар није специјалитет српског народа, вашаре у другом облику имају и други народи ипак српски вашар има и одређене друштвене функције:
- На вашару треба бити „виђен“
- На вашару се гледа како се ко са киме „питао“ (поздравио и распитивао за фамилију и сл). На тај начин се одређује статус појединца у заједници
- На вашару се пласирају информације (нпр. „продао бих онај забран, тамо горе поред потока...“) и прикупљају информације („чујем да си ове године запатио јато ћурака...“)
- Девојке за удају, се облаче и стављају (пожељно) златан накит и дукате око врата и шетају по вашару уз обавезну пратњу старије рођаке.
- Вашар је прилика да млади брачни парови, по први пут, свима покажу своје дете
- Вашар је прилика да се млади сретну, упознају, „очијукају“
- Старији су ту да се распитају о оној другој породици, какви су, колико имају...
- На вашару (традиција која се губи) обавезно је коло у коме млади играју. Поред прилике да се „изђускају“ ово је прилика да се види колико је ко физички издржљив – спреман да игра (а самим тим и да ради). Ово се нарочито односи на девојке.
- Сврха „показивања“ је да се види да појединац нема неке „скривене мане“ и да је прихватљив за заједницу по неписаним законима заједнице.
- Рингишпили су чести на великим вашарима и исто имају функцију показивања.

Поред тога вашар служи и за:
- Куповину продају стоке и других пољопривредних производа.
- Да се у кафани или импровизованој кафани под шатром мештани „проведу“. То је прилика за неке, да потроше паре које су тог дана зарадили продајући нпр. стоку. Кафанска певачица, која пева на столу, је обавезна.
- Јагњад и прасад се тога дана окрећу на ражњу, у земљаним лонцима се кува „свадбарски купус“
- Ту су и трговци разних фела, а народна одела, лицидарска срца, бичеви за коње, игле и друге потрепштине се тога дана купују.
- То је прилика да деца добију неку играчку или куповни слаткиш